# Menara Astra
La Menara Astra est un gratte-ciel de 261 mètres de Jakarta en Indonésie. 

## Situation et accès
Elle est située Jalan Jenderal Sudirman.

## Historique
Il a été construit en 2017.